# Coldwave
Coldwave is een Franse variant van darkwave, gothic rock en postpunk. Het ontstond in Frankrijk en verspreidde zich naar Wallonië en Romandië.
Coldwave baseert zich vooral op de gothic-groepen Siouxsie and the Banshees, Joy Division en The Cure.

## Artiesten
- Marquis de Sade
- KaS Product
- Siglo XX
- Martin Dupont
- Asylum Party
- Twilight Ritual
- Norma Loy
- Pavillon 7B
- Résistance
- Clair Obscur
- Richard Pinhas, Artefact
- Opera Multi Steel
- Trisomie 21
- Lizzy Mercier Descloux
- Little Nemo
- Breath of Life
- Die Form